# Fleurville
Fleurville település Franciaországban, Saône-et-Loire megyében. Lakosainak száma 495 fő (2022. január 1.). Fleurville Pont-de-Vaux, Reyssouze, Montbellet, Saint-Albain és Viré községekkel határos.

## Népesség
A település népességének változása:
| Lakosok száma | 493  | 506  | 521  | 519  | 520  | 521  | 512  | 504  | 495  |
|               | 2013 | 2015 | 2016 | 2017 | 2018 | 2019 | 2020 | 2021 | 2022 |